# Eriophora transmarina
Eriophora transmarina là một loài nhện trong họ Araneidae.
Loài này thuộc chi Eriophora. Eriophora transmarina được Eugen von Keyserling miêu tả năm 1865.

## Hình ảnh

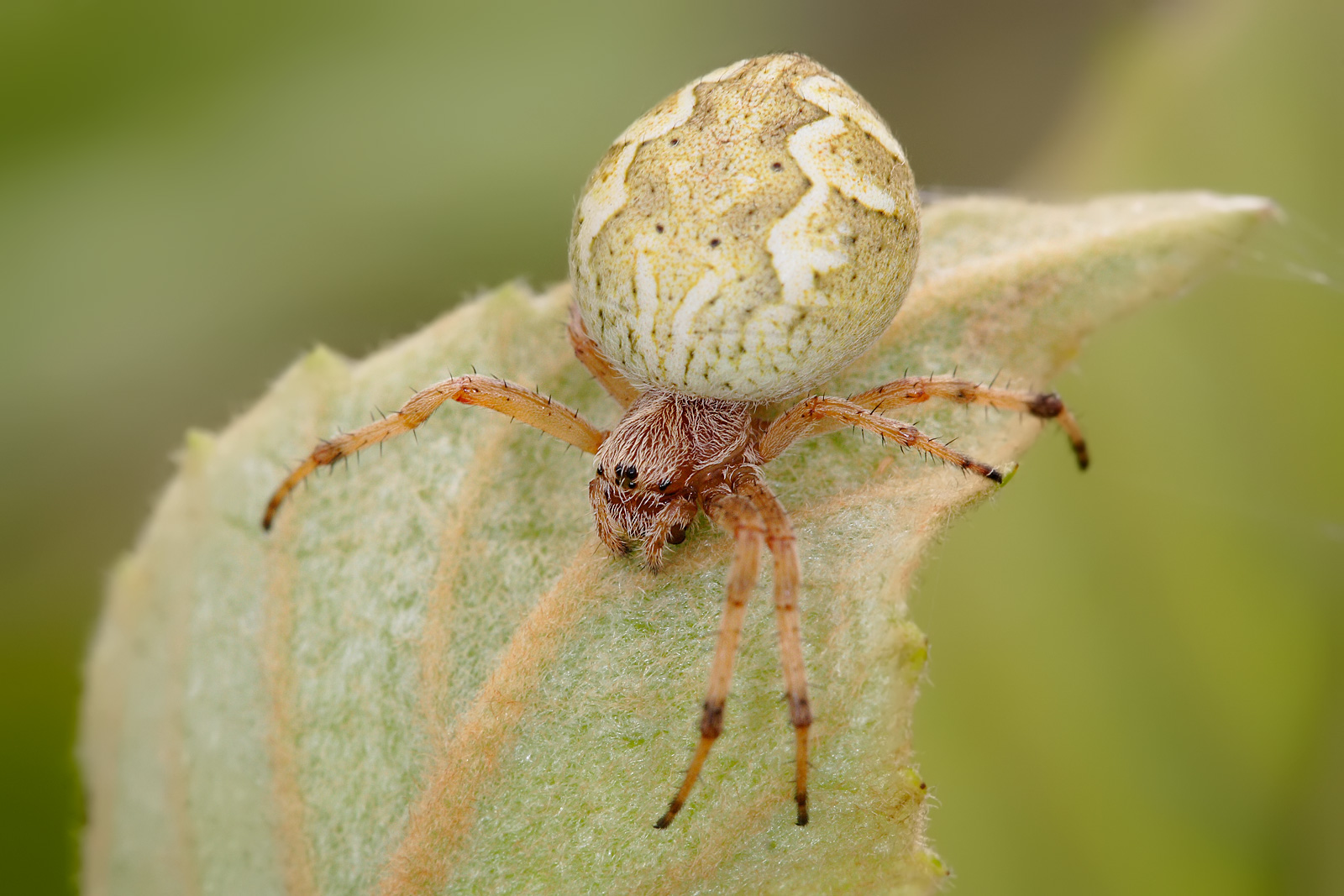
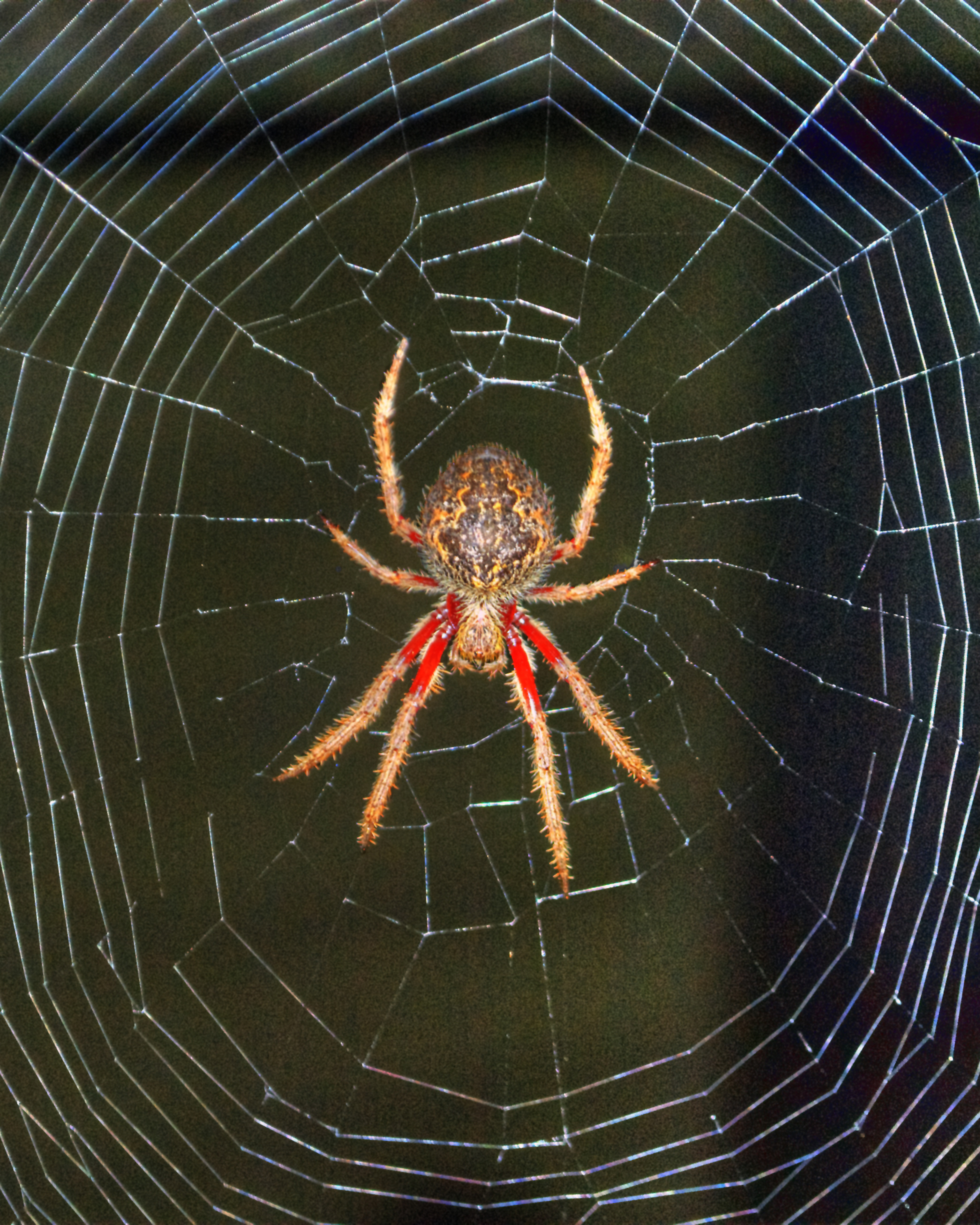
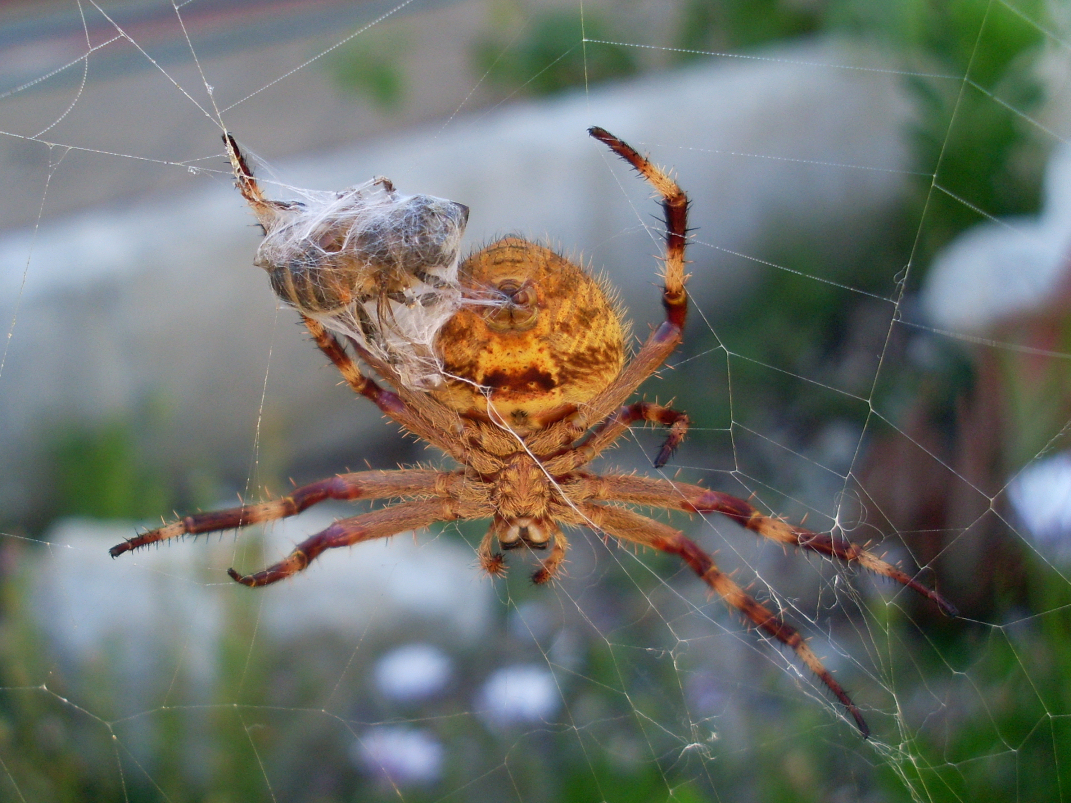
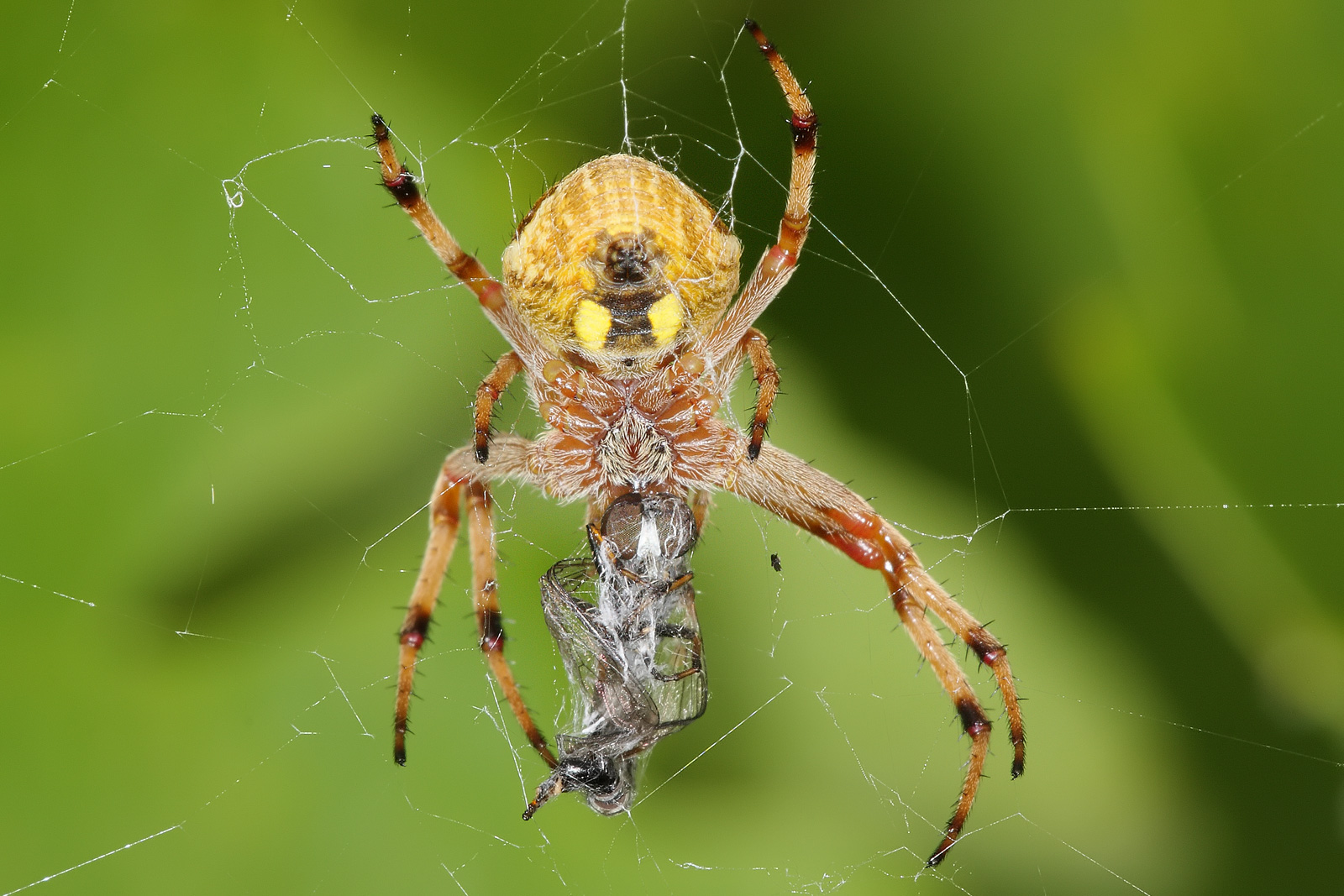